# Bernd Teigky
Bernd Teigky (* 22. April 1952) ist ein ehemaliger deutscher Fußballspieler, der 1972 für den FC Karl-Marx-Stadt in der höchsten Spielklasse im DDR-Fußball, der DDR-Oberliga, spielte.

## Sportliche Laufbahn
Sein erstes Spiel für die 1. Männermannschaft des FC Karl-Marx-Stadt (FCK) bestritt Bernd Teigky in der Saison 1970/71, in der der FCK nach seinem Abstieg aus der Oberliga in der zweitklassigen DDR-Liga spielte. Beim 24. Punktspiel wurde Teigky in der 66. Minute für den Stürmer Karl-Heinz Zeidler eingewechselt. Es blieb Teigkys einziges Pflichtspiel für die 1. Mannschaft in dieser Saison, in der der sofortige Wiederaufstieg geschafft wurde. In den folgenden zwei Spielzeiten kam Teigky jeweils nur zu zwei Oberligaeinsätzen, dazu wurde er in drei Pokalspielen aufgeboten. 1972/73 spielte die 2. Mannschaft des FCK erstmals in der DDR-Liga, und von den 22 Punktspielen bestritt Teigky 13 Partien. Nach fünf DDR-Liga-Spielen von Teigky und dessen ersten Tor im höherklassigen Fußball 1973/74 stieg der FCK II für eine Saison in die Bezirksliga ab. Nach der umgehenden Rückkehr in die DDR-Liga kam Teigky dort 1975/76 zu weiteren zwölf Einsätzen. Nach dieser Saison stellte der FCK seine 2. Mannschaft ein und Teigky wechselte zum DDR-Ligisten Kali Werra Tiefenort. Dort wurde er für sieben Spielzeiten Stammspieler, von den 154 Punktspielen bestritt er 137 Begegnungen und erzielte sieben Tore. 1983/84 war Teigkys letzte Saison in den höheren Ligen. Als 32-Jähriger konnte er auf 14 Spielzeiten zurückblicken, in denen er vier Oberligaspiele (keine Tore) und 175 DDR-Liga-Spiele (acht Tore) absolviert hatte. Von 1988 bis 1990 trainierte er die Fußballmannschaft der BSG Motor Schweina, der er 1989 zum Aufstieg in die drittklassige Bezirksliga verhalf.